# Schreineria recava
Schreineria recava är en stekelart som beskrevs av Mao-Ling Sheng och Linxian Ding 2009. Schreineria recava ingår i släktet Schreineria och familjen brokparasitsteklar. Inga underarter finns listade i Catalogue of Life.